# Ptilocrinus brucei
Ptilocrinus brucei is een zeelelie uit de familie Hyocrinidae.
De wetenschappelijke naam van de soort werd in 1908 gepubliceerd door Clément Vaney.